# João, o Vândalo
João, o Vândalo (em latim: Ioannis) foi um oficial militar bizantino de origem vândala do século V, que esteve ativo durante o reinado do imperador Teodósio II (r. 408–450). Era pai de Jordanes. É citado em 441, quando, como mestre dos soldados da Trácia, foi assassinado por Arnegisclo à traição. O motivo para sua morte é desconhecida, embora os autores da Prosopografia especulam que tenha sido devido sua nacionalidade, pois no mesmo ano foi feita uma expedição mal-sucedida contra o Reino Vândalo.